# Jozraschot
Jozraschot o Jozraschet (en ruso: хозрасчёт, хозяйственный расчёт, literalmente "contabilidad económica") fue una forma de simulación de los conceptos capitalistas de la ganancia y del centro de ganancias dentro del esquema de la planeación económica de la Unión Soviética.

## Título y genealogía
El término se suele traducir como contabilidad de costos, la cual no cubre las particularidades significativas del esquema económico de la Unión Soviética. A su vez, ha sido fusionado y/o cognado con otras nociones del autofinanciamiento (del ruso: самофинансирование), autorreevaluación (del ruso: самоокупаемость), y del de empresas de autogerenciamiento (del ruso: самоуправление), introducidos en los 80. 
Su definición en el Diccionario enciclopédico soviético es: 
Jozraschot: es un método de dirección y planificación económica de una unidad económica (ejemplo, como un negocio, en términos occidentales) basado en la confrontación de los costos productivos o cualesquiera incurridos en la producción contra los beneficios de la producción hecha, sobre la idea de la compensación de los ingresos por el costo".
El concepto de Jozraschot introduce la necesidad, así como la motivación hacia la prosperidad en la contabilidad y en la rentabilidad, así como propugna por la creación de prácticas que promuevan el ahorro. Con ello se intentaban proveer vías reales dentro del sentido figurado de la frase "La economía debe ser económica", atribuida a Leonid Brézhnev, como una burla; y motivar el crecimiento económico general en la URSS.

## Historia
El concepto Jozraschot fue introducido durante el periodo de la NEP. Sin embargo, la noción de la «rentabilidad» se cambió al aplicarse dentro de la industria pesada por sobre la industria ligera, ya que se hizo un supuesto análisis, sobre el cual se extiende la idea del pretexto del subdesarrollo de la segunda rama industrial, por considerarse una industria con «pobres resultados». 
Desde la priorización en el desarrollo de la industria pesada por sobre la de bienes de capital, con el fin de asegurar la pronta modernización de la Unión Soviética, el término Jozraschot es uno de los mayores dogmas dentro de la concepción en la teoría de la economía marxista, a finales de los años 1920; al aplicar un concepto básico de la economía capitalista, con la introducción de la noción de rentabilidad económica subordinada a la demanda dentro de un planeamiento económico centralizado (del ruso: хозяйственный план), lo que prontamente se cambió por el de una dependencia directa dentro del marco de unas decisiones políticas, donde las «figuras de control» fueron cambiadas (así como sus directrices) por la de unos objetivos y resultados de obligatorio cumplimiento, posteriormente contemplados en las subsecuentes series de planes económicos quinquenales en la Unión Soviética. 
El término Jozraschot resurge durante la reforma económica de 1965 en la URSS, para luego ser enfatizado con mayor profusión al final de la década de los 80, durante las reformas económicas de la perestroika, que incluso implicaban la creación de la idea de empresas dirigidas por sus trabajadores.